# Terytorium patriarsze Sudanu i Sudanu Południowego
Terytorium patriarsze Sudanu i Sudanu Południowego – jednostka administracyjna Kościoła syryjskiego swoim zasięgiem obejmuje cały Sudan i Sudan Południowy, terytorium podległe patriarsze. Powstała w 1997 jako terytorium patriarsze Sudanu. Pod obecną nazwą od 2013. Funkcję protosyncellusa pełni zwierzchnik eparchii syryjskokatolickiej w Kairze.